# Route territoriale 30
Pour les articles homonymes, voir T30 et Route 30.
La route territoriale 30, ou RT 30, est une route territoriale française reliant Calvi à Ponte-Leccia (commune de Morosaglia), en Haute-Corse, anciennement route nationale 197 jusqu'à l'automne 2014, dans le cadre du schéma directeur des routes territoriales de Corse 2011-2021,. Sa longueur actuelle est de 67 kilomètres.

## Histoire
Classée par la loi du 25 mai 1836, la RN 197 reliait Calvi à Ponte-Leccia (commune de Morosaglia) ; en 1862, elle est prolongée jusqu'à Prunete (commune de Cervione).
Elle traverse d'abord la Balagne intérieure de Lumio à Ponte-Leccia, où elle coupait la RN 193 Bastia - Ajaccio, puis la Castagniccia. Son profil était particulièrement difficile.
Elle traversait l'île d'ouest en est, sur 147 km, partant de Calvi et desservant de nombreuses localités de la Balagne dont Lumio, Muro et Belgodère ; puis elle passait par Ponte-Leccia, Morosaglia, Piedicroce, Valle-d'Alesani et Cervione ; ensuite, elle traversait la RN 198 et s'arrêtait à Prunete tout en bordure de la côte orientale. La dernière partie : Cervione-Prunete, qui avait été précédemment classée comme route départementale 2, a été absorbée par la RN 197. Des maisons cantonnières et même de refuge ont été construites.
Les travaux de construction ont duré de 1839 à 1852, et ont été répartis sur cinq chantiers. Des ponts (de Bambino, de Tartagine, du Secco) ont été construits, voire reconstruits.
Route D2 Cervione à Prunete
Le tracé Bastia-Macinaggio fait partie de la voirie nationale par son incorporation dans la RN 198 ; la D2 n'a pas d'affectation. Dans un classement du 3 mai 1854, cette dénomination sera appliquée à la route Prunete-Cervione. D'une longueur de 6 km, cette route permet à Cervione de rejoindre la mer à la hauteur de Prunete. Les travaux de construction réalisés en 1856-1859, comportaient aussi la traversée de la RN 198. Mais cette deuxième D2 se trouvera à son tour incorporée dans la RN 197 (Calvi-Prunete).

### Itinéraire primitif avant 1972: Calvi - Prunete
- Calvi, km 0
- Lumio
- Lavatoggio
- Cateri (San Cesareo)
- Muro
- Feliceto
- Speloncato
- Ville-di-Paraso
- Costa
- Occhiatana
- Belgodère, km 42
- Col de San Colombano
- vallée du Lagani

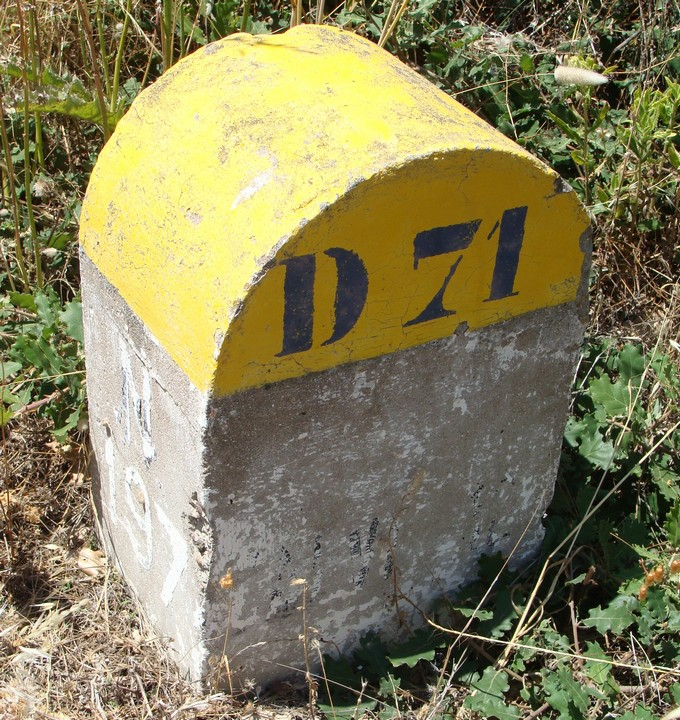
Près de Lavatoggio, borne de la D 71 portant sur son flanc la mention "N 197"

- Ponte-Leccia (croisement RN 193), km 74
- Morosaglia (chef-lieu)
- Col de Prato (alt. 980 m.)
- Piedicroce, km 104
- Pie-d'Orezza
- col d'Arcarotta
- Felce (Poggiale)
- Valle-d'Alesani
- Ortale
- Sant'Andréa-di-Cotone
- Cervione (chef-lieu)
- Prunete (croisement RN 198), km 145
- la mer.

En 1972, à l'occasion du déclassement d'un grand nombre de routes nationales la RN 197 a été limitée à Ponte-Leccia, et son itinéraire de Lumio à Belgodère modifié : la RN 197 a repris une section de la RN 199 jusqu'à l'est de l'Île-Rousse, puis une section d'une ancienne route forestière (RF 3) remontant sur Belgodère. Les deux sections déclassées (Lumio - Belgodère et Ponte-Leccia - Prunete) constituent désormais la route départementale 71.
En 1998, une voie rapide a été aménagée dans la dépression de l'Ostriconi, de Lozari jusqu'à 5 kilomètres au nord de Ponte-Leccia, où elle se raccordait à la RN 197. Cette nouvelle route, surnommée « la Balanina » numérotée dans un premier temps RN 1197, constituait un itinéraire d'évitement de la partie montagneuse restante.

### Ancien itinéraire de 1972 à 2010: Calvi - Ponte-Leccia
- Calvi, km 0
- Lumio
- Algajola
- L'Île-Rousse
- Lozari
- Belgodère (chef-lieu), km 39
- col de San Colombano (alt. 692 m.)
- vallée du Lagani
- Ponte-Leccia (commune de Morosaglia), km 71.

## Itinéraire depuis 2011
En 2011, la Balanina a été intégrée à la RN 197, devenue RT 30 en 2014, qui ne passe donc plus par Belgodère. La portion de route vallée du Lagani - Lozari passant par Belgodère, numérotée RN 2197 est devenue en 2014 la RT 301.
- Calvi, km 0
- Lumio, km 10
- Algajola, km 16
- L'Île-Rousse, km 24
- Lozari (commune de Belgodère), km 31
- vallée de l'Ostriconi
- Pietralba, km 56
- Ponte-Leccia (commune de Morosaglia), km 67.